# Zalabér-Batyk vasútállomás
Zalabér-Batyk vasútállomás egy Zala vármegyei vasútállomás Batyk településen, a MÁV üzemeltetésében.
A község lakott területének délkeleti szélén helyezkedik el, a másik névadó település, Zalabér központjától közúton jó két kilométerre északkeletre.
Közúti elérését a 7328-as és a 7359-es utak szétágazásától kiinduló 73 358-as számú mellékút biztosítja.

## Vasútvonalak
Az állomást az alábbi vasútvonalak érintik:
- Zalabér-Batyk–Zalaszentgrót-vasútvonal
- Boba–Bajánsenye-vasútvonal

## Kapcsolódó állomások
A vasútállomáshoz az alábbi állomások vannak a legközelebb:
- Türje megállóhely (Boba–Bajánsenye-vasútvonal)
- Pakod megállóhely (Boba–Bajánsenye-vasútvonal)
- Tüskeszentpéter megállóhely

## Forgalom
| Járat                          | Útvonal | Gyakoriság                |
| ------------------------------ | --- | ------------------------- |
| személyvonat                   | Zalaegerszeg – Zalaszentiván (→ Kemendollár → Pókaszepetk → Pakod → Zalabér-Batyk) | Napi 1 Zalabér-Batyk felé |
| személyvonat                   | Zalaegerszeg – Zalaszentiván – Kemendollár – Pókaszepetk – Pakod – Zalabér-Batyk – Türje – Dabronc – Ukk – Rigács – Nemeskeresztúr – Jánosháza – Kemenespálfa – Boba – Nemeskocs – Celldömölk (napi 1 tovább Szombathely felé) | 2 óránként                |
| Citadella nemzetközi InterCity | Budapest-Déli – Budapest-Kelenföld – Székesfehérvár – Várpalota – Pétfürdő – Veszprém – Ajka – Jánosháza – Ukk – Zalabér-Batyk – Zalaszentiván – Zalaegerszeg – Zalalövő – Őriszentpéter – Hodoš (Őrihodos) – (Mačkovci (Mátyásdomb) →) Murska Sobota (Muraszombat) – Lipovci (Hársliget) – Ljutomer mesto (← Ivanjkovci) – Ormoz – Ptuj – Pragersko – Celje – Laško – (Rimske Toplice →) Zidani Most – Trbovlje – Zagorje – (Litija →) Ljubljana | Napi 1 pár                |
| Göcsej InterCity               | Budapest-Déli – Budapest-Kelenföld – Székesfehérvár – Várpalota – Pétfürdő – Veszprém – Ajka – Jánosháza – Ukk – Zalabér-Batyk – Zalaszentiván – Zalaegerszeg | 2 óránként                |